# Egegik (Alaska)
Egegik es una ciudad situada en el borough de Lake and Peninsula en el estado estadounidense de Alaska. Según el censo de 2010 tenía una población de 109 habitantes.

## Demografía
Según el censo de 2010, Egegik tenía una población en la que el 47,7% eran blancos, 0,0% afroamericanos, 39,4% amerindios, 0,0% asiáticos, 0,6% isleños del Pacífico, el 4,9% de otras razas, y el 7,3% pertenecían a dos o más razas. Del total de la población el 1,8% eran hispanos o latinos de cualquier raza.

## Localidades adyacentes
El siguiente diagrama muestra a las localidades más próximas a Egegik.